# هيغ أكتريان
هيغ أكتريان (باللغة الرومانية: Haig Acterian) (ولد في 5 مارس 1904 – ومات في 8 أغسطس 1943) هو كاتب وشاعر وصحفي ومخرج مسرحي وناقد سينمائي روماني، كما كان ناشطًا سياسيًا للفاشية.
يعتبر بجانب كل من ميخائيل سيباستيان وكاميل بيتريسكو أحد أهم المؤرخين للمسرح الروماني في الفترة بين الحربين العالميتين. وكانت له صداقة بالكاتب والمؤرخ الديني ميرسيا إليادي والفيلسوف بيتري توتيا والمسرحي البريطاني إدوارد جوردون كريغ.